# Quadrella filipes
Quadrella filipes är en kaprisväxtart som först beskrevs av John Donnell Smith, och fick sitt nu gällande namn av Hugh Hellmut Iltis och Cornejo. Quadrella filipes ingår i släktet Quadrella och familjen kaprisväxter. Inga underarter finns listade i Catalogue of Life.